# Jolanta Wagner

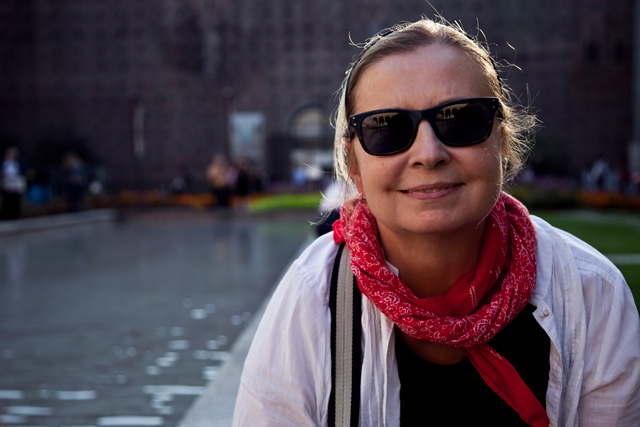
Jolanta Wagner, August 2013

Jolanta Wagner (* 1950 in Łódź) ist eine polnische Künstlerin und Hochschullehrerin. Sie schafft Aquarelle, Zeichnungen, Collagen, Tapisserien, Objekte und Installationen. Ihr Ehemann ist der polnische Künstler Marek Wagner.
Sie studierte von 1967 bis 1973 an der Kunstakademie in Łódź (polnisch: Akademia Sztuk Pięknych im. Władysława Strzemińskiego, damals noch: Państwowa Wyższa Szkoła Sztuk Plastycznych w Łodzi – PWSSP) unter Roman Modzelewski und Maria Zielińska. Nach dem Abschluss wurde sie als Assistentin im Fachbereich Textil angestellt. Später war sie Dozentin am Lehrstuhl für Malerei. Im Jahr 2002 wurde sie dort zur Professorin berufen. In ihrem eigenen Atelier zeichnet sie; hier entstehen auch Objekte und Installationen. Wagners Werke wurden auf mehr als 300 Einzel- und Gruppenausstellungen in Polen und im Ausland gezeigt, so auch in Belgien (Brüssel und Kortrijk), Dänemark (Løkken und Horsens), Deutschland (Berlin, Düsseldorf, Greiz, Hamburg, Hannover, Magdeburg, Nürnberg und Stuttgart), Frankreich (Bordeaux und Paris), Luxemburg, Schweden (Stockholm) und den USA (Cleveland).
Wagner wurde mehrfach bei nationalen und internationalen Wettbewerben ausgezeichnet. Auf der 2. polnischen Triennale für Aquarelle (polnisch: II. Ogólnopolskie Triennale Akwareli) in Lublin erhielt sie im Oktober 1987 den 1. Preis. Ebenfalls wurde ihr auf der Gemäldeausstellung „Szlakiem Fałata“ des BWA in Bielsko-Biała im Dezember 1987 der erste Preis verliehen. Auch auf dem 2. Frühlingssalon (polnisch: II Łódzki Salon Wiosenny) in Łódź im Mai 1988 wurde sie prämiert. Auf der Ausstellung „Leon Wyczółkowski“ (polnisch: Wystawa i Konkurs im. Leona Wyczółkowskiego) im September 1988 in Bydgoszcz erhielt sie eine Auszeichnung. Sie erhielt einen „Grand Prix“ auf der 6. Internationalen Biennale für Portraitmalerei und Grafik in Tuzla im Herbst 1990 und einen Preis beim 2. Internationalen Zeichenwettbewerb im Museum der Architektur in Breslau im Oktober 2003. Im Oktober 2004 erlangte sie eine „Ehrenauszeichnung“ auf der 4. Internationalen Zeichen-Biennale in Plzeň. Zwei Jahre später erhielt sie an gleicher Stelle den Preis der Internationalen Kunstvereinigung (Europa).

„Jolanta Wagners Kunst ist archetypisch und modern zugleich. Das Ursprüngliche liegt in dem stetigen, weiblichen Flechten der Bilder. Sie sind wie ein Spinnennetz einer scheinbar mechanischen Aufzeichnung von Ereignissen, Gedanken und Objekten, die in klare Strukturen und Ordnungen eingeschrieben werden. Archetypisch ist auch der Glaube an die Kraft der auf diese Weise entstandenen Symbole – Totems und Zeichen mit magischen Kräften. Jola Wagner muss an diese Kraft glauben. Wie sonst würde sie die Stärke und Ausdauer auftreiben, um geduldig wie ein Kalligraf Mädchenprofile, Vasen, Löffel, Gartenhäuschen und Cremetiegel schön zu zeichnen - ähnlich dem irischen Mönch, der seine mythischen Drachen in den illuminierten Evangeliaren malte?“